# 立石諒
立石 諒（たていし りょう、1989年〈平成元年〉6月12日 - ）は、日本の元競泳選手。専門種目は平泳ぎ。所属 ミキハウス。マネージメントRT-Japan。2012年ロンドンオリンピック200m平泳ぎ銅メダリスト。

## 人物
神奈川県出身。藤沢市立第一中学校、湘南工科大学附属高等学校卒業。慶應義塾大学環境情報学部に入学。ロンドン五輪に備え休学していたが、2012年9月に復学。2013年3月卒業。
2010年（平成22年）の競泳の日本選手権で、50m平泳ぎ・100m平泳ぎ・200m平泳ぎで3冠達成し、ポスト北島康介として注目を集めた。2011年の国際大会選考会で、50m平泳ぎ・100m平泳ぎでは2位で、200m平泳ぎでは4位というまさかの結果になった。
2012年のロンドンオリンピック代表選考会では100m平泳ぎと200m平泳ぎはともに2位で、派遣標準記録を突破し、日本代表に選ばれた。2012年8月1日のロンドンオリンピック男子200m平泳ぎ決勝では隣のレーンを泳いだ北島にピタリ追泳、ゴール前でわずか0.06秒差で3位に入着し、銅メダルに輝いた。
2017年4月13日に行われた第93回日本選手権水泳競技大会競泳競技をもって現役引退を表明、引退後は自身で会社を設立したが、現役時より痛めていた肘のケガが回復し、2022年に現役復帰した。

## 出演
- 炎の体育会TV（TBS）
- BOAT RACEライブ 〜勝利へのターン〜(BSフジ）
- AKBINGO!『Kyun-1グランプリ』（日本テレビ2018年2月14日・21日放送分）

## その他
- 2009年に関口宏の東京フレンドパークIIに水泳日本代表のメンバーとしゲスト出演した[9]。
- チョコレートスナック菓子「たけのこの里」が大好きで、大量に箱買いしてストックしている。[10]